# Остров Декабристов
О́стров Декабри́стов (до 1926 года — Голодай) — остров в дельте Невы, находится на территории Василеостровского района Санкт-Петербурга, и является муниципальным округом Остров Декабристов (№ 11).
На юге отделён рекой Смоленкой от Васильевского острова, на западе остров выходит к Финскому заливу, на севере — омывается Малой Невой. В северо-восточной части остров Декабристов соединён мостом с небольшим Серным островом и мостом Бетанкура с Петровским островом.

## Название
Согласно архивным данным, в 1755 году остров носил имя Галладай, а затем до 1926 года — Голодай.
Существует несколько версий происхождения названия. Прежде всего, рассматривается иностранное происхождение слова (от швед. «халауа» — «ива» или англ. holiday — «выходной день», «праздник»). По другим источникам название острову в начале XVIII века дали голодавшие крестьяне-строители города, жившие здесь в землянках и бараках. Вероятнее всего, имя острова произошло от фамилии английского врача Томаса Холидея (в некоторых источниках его имя звучит как Мэтьюз Галлидей), владевшего здесь земельным участком. Малоизвестная английская фамилия под влиянием народной этимологии превратилась в более понятное слово «Голодай».
Существующее ныне название дано в 1926 году (по другим данным — в 1935 году), так как в то время предполагалось, что здесь были погребены тела казнённых на валу кронверка Петропавловской крепости в июле 1826 года руководителей восстания декабристов — К. Ф. Рылеева, П. И. Пестеля, П. Г. Каховского, М. П. Бестужева-Рюмина и С. И. Муравьёва-Апостола. В саду Декабристов стоит гранитный обелиск — памятник декабристам. Он был заложен в июле 1926 года.
В 1980-х годах известный петербургский публицист и краевед А. Ю. Чернов, в результате многолетних исследований архивных документов, воспоминаний и археологических находок, пришёл к заключению, что могила пяти казнённых декабристов находилась на несуществующем ныне острове Гоноропуло, в начале XX века слившимся с Голодай-островом.
Существует также версия, согласно которой могила декабристов находилась на территории нынешнего морского завода «Алмаз», где им также установлен памятник.

## История
В начале XX века остров был соединён с соседними островами Гоноропуло, Жадимировского и Кашеварова.
Железноводская улица, д. № 19, д. № 34 — проспект КИМа, д. № 7, д. № 5 — переулок Декабристов, д. № 14, д. № 12 —  — жилые дома акционерного общества «Новый Петербург» (1912—1914), построенные Ф. И. Лидвалем при участии Э. И. Коха и А. М. Литвиненко. Строительство дома № 34 по Железноводской было завершено уже в 1920-е годы.
Со второй половины XX века ведётся увеличение территории острова путём намыва грунта. Так, в 1960—1970 годах остров был соединён с находившимся севернее Вольным островом, территория острова значительно увеличилась из-за вновь намытых территорий, русло Смоленки было спрямлено. На острове началась массовая жилищная застройка.
В 1979 году на острове была открыта станции метро «Приморская».
С 2008 года реализуется проект нового намыва территорий «Морской фасад», который должен увеличить площадь Васильевского острова и острова Декабристов на 476,7 га. Через намытые территории проходит Западный скоростной диаметр.
Наиболее крупные улицы острова: Наличная улица, Уральская улица, улица Кораблестроителей, проспект КИМа.
Во время Великой Отечественной войны 1941—1945 годов на северном берегу реки Смоленки, по левую сторону проспекта КИМа появилось кладбище жертв Ленинградской блокады, которое ныне является мемориальным.

## Галерея
- Жилой массив на острове Декабристов
- Проспект КИМа
- Улица Кораблестроителей
- ЖК «Морской каскад»